# Společnost pro queer paměť
Společnost pro queer paměť (zkr. SPQP) je český spolek věnující se dokumentování, výzkumu a popularizace historie LGBT+ lidí v českých zemích.

## Činnost
Společnost pro queer paměť byla založena v roce 2013. V roce 2015 bylo otevřeno Centrum queer paměti, sloužící jako muzeum, archiv, knihovna a dokumentační centrum queer historie. Archiv shromažďuje především fondy spolků a osobní fondy osobností, knihovna má fond čítající přes 1000 knih a přes 1000 výtisků periodik. Kromě toho uchovává i digitalizované dokumenty a např. samizdaty s gay tematikou.